# Dvojno giro izginjajoči rombiikozidodekaeder
| Dvojno giro izginjajoči rombiikozidodekaeder | Dvojno giro izginjajoči rombiikozidodekaeder                       |
| -------------------------------------------- | ------------------------------------------------------------------ |
|                                              |                                                                    |
| Vrsta                                        | Johnsonovo telo J78-J79-J80                                        |
| Stranske ploskve                             | 3+6x2 trikotnikov 3+11x2 kvadratov 3+4x2 petkotnikov 1 desetkotnik |
| Oglišča                                      | 55                                                                 |
| Robovi                                       | 105                                                                |
| Konfiguracija oglišča                        | 5x2(4.5.10) 10x2(3.42.5) 3+11x2(3.4.5.4)                           |
| Grupa simetrije                              | Cs                                                                 |
| Dualni polieder                              | -                                                                  |
| Lastnosti                                    | konveksen                                                          |
| Slika oglišč                                 |                                                                    |

Dvojno giro izginjajoči rombiikozidodekaeder je eno izmed Johnsonovih teles (J79).